# Tanysiptera danae
El alción colilargo dánae (Tanysiptera danae) es una especie de ave coraciforme de la familia Alcedinidae.

## Distribución geográfica y hábitat
Es endémica de las selvas de la península papú, el este de la isla de Nueva Guinea 
(Papúa Nueva Guinea).